# Казбан Максим Олександрович
Макси́м Олекса́ндрович Казбан — полковник Національної поліції України, учасник російсько-української війни. Лицар ордена Богдана Хмельницького ІІ та ІІІ ступеня. Командир Об'єднаної штурмової бригади Національної поліції України «Лють» (2024—2025). Герой України (2025, посмертно).

## Життєпис
Народився 7 серпня 1984 року в місті Суми.
З 2014 року брав участь в АТО на сході України, воював у складі 79-ї окремої десантно-штурмової бригади, брав участь у стримуванні просування противника з АР Крим у районі Генічеська уздовж Арабатської стрілки; визволенні Лимана; у боях біля Сіверська, Закотного; у червні-серпні 2014 року — стримуванні ЗС РФ через кордон у районі с. Дякове; проведенні рейду на окупованих територіях Донецької області; брав участь у плануванні та управлінні вогневим ураженням противника під час ведення оборонних дій Донецького аеропорту.
З 2015 року проходив службу в підрозділі Центру спеціальних операцій «А» Служби безпеки України, де неодноразово брав участь у спеціальних оперативно-бойових заходах в зоні АТО та під час повномасштабної війни з РФ. Зокрема, брав участь в операціях біля с. Чорнобаївка, під час яких російським військам було завдано значних втрат у живій силі, озброєнні та техніці.
З вересня 2024 року — командир Об'єднаної штурмової бригади Національної поліції України «Лють». Під його керівництвом бригада успішно протистояла ворогу на Торецькому напрямку.
Загинув 22 липня 2025 року в ДТП у Донецькії області.

## Нагороди
- Звання Герой України з удостоєнням ордена «Золота Зірка» (25 липня 2025, посмертно) — за особисту мужність і героїзм, виявлені у захисті державного суверенітету та територіальної цілісності України, самовіддане служіння Українському народові[5].
- Орден Богдана Хмельницького II ступеня (23 червня 2023).
- Орден Богдана Хмельницького III ступеня (9 квітня 2022) — за особисту мужність і самовіддані дії, виявлені у захисті державного суверенітету та територіальної цілісності України, вірність військовій присязі[6];
- Медаль «За військову службу Україні»,
- Почесний нагрудний знак Головнокомандувача Збройних сил України «Сталевий хрест».